# Archipowka (obwód woroneski)
Archipowka (ros. Архиповка) – wieś (sieło) w Rosji, w obwodzie woroneskim, w rejonie rossoszańskim. W 2010 liczyła 1336 mieszkańców.